# Elatostema macrophyllum
Elatostema macrophyllum är en nässelväxtart som beskrevs av Adolphe-Théodore Brongniart. Elatostema macrophyllum ingår i släktet Elatostema och familjen nässelväxter. Inga underarter finns listade i Catalogue of Life.